# Alexandru S. Sanielevici
Alexandru S. Sanielevici (n. 25 mai 1899, București, România – d. 21 decembrie 1969, București, România) a fost un fizician român de origine evreiască, membru corespondent al Academiei Române (1955).
Este fiul lui Simion Sanielevici (1870-1963) care fusese numit în 1920 profesor la Catedra de Calcul Diferențial și Integral a Universității din Iași.
Alexandru S. Sanielevici a efectuat cercetări în domeniul radioactivității și al fizicii nucleare. A fost cadru didactic la Universitatea din București, organizând împreună cu George Manu, încă de la venirea în Universitate, un laborator de fizică atomică, separat de Laboratorul de radioactivitate realizat de Ștefania Mărăcineanu încă din anii 1929-1930.

## Distincții
- Ordinul Muncii clasa a II-a (31 decembrie 1956) „cu prilejul împlinirii a 90 de ani de la înființarea Societății Academice Romîne, pentru merite deosebite in muncă”[4]

## Scrieri
- Alexandru Sanielevici: Cucerirea focului, Conferință ținută la 3 iunie 1951 în parcul de cultură și odihnă "I. V. Stalin" (Text tipărit)
- Alexandru Sanielevici: Introducere în radioactivitate, 188 pagini cu figuri, Editura Tehnică, București, 1957
- Alexandru S. Sanielevici, Dragoș Bogdan: Structura nucleului atomic și tranzițiile radioactive (Volumul 3 din Monografii de fizică), 472 pagini, Editura Academiei Republicii Populare Romîne, 1958